# Comuna Strängnäs
Strängnäs (Strängnäs kommun) este o comună din comitatul Södermanlands län, Suedia, cu o populație de 33.389 locuitori (2013).

## Geografie

### Zone urbane
Lista celor mai mari zone urbane din comună (anul 2015) conform Biroului Central de Statistică al Suediei:
| Nr | Zona urbană        | Pop.   |
| -- | ------------------ | ------ |
| 1  | Strängnäs          | 13.693 |
| 2  | Mariefred          | 3.911  |
| 3  | Åkers styckebruk   | 2.980  |
| 4  | Abborrberget       | 2.324  |
| 5  | Stallarholmen      | 1.671  |
| 6  | Marielund          | 532    |
| 7  | Härad              | 508    |
| 8  | Björktorp și Sanda | 433    |
| 9  | Merlänna           | 383    |
| 10 | Kalkudden          | 278    |

## Demografie
| \| Evoluția demografică în comuna Strängnäs, 1970–2015 \| Evoluția demografică în comuna Strängnäs, 1970–2015 \| Evoluția demografică în comuna Strängnäs, 1970–2015 \| Evoluția demografică în comuna Strängnäs, 1970–2015 \| Evoluția demografică în comuna Strängnäs, 1970–2015 \| \| ----------------------------------------------------------------------------------------------------- \| --------------------------------------------------- \| --------------------------------------------------- \| --------------------------------------------------- \| --------------------------------------------------- \| \| An \| \| \| Locuitori \| \| \| 1970 \| 1970 \| \| 20579 \| 20579 \| \| 1975 \| 1975 \| \| 22245 \| 22245 \| \| 1980 \| 1980 \| \| 23705 \| 23705 \| \| 1985 \| 1985 \| \| 24905 \| 24905 \| \| 1990 \| 1990 \| \| 26835 \| 26835 \| \| 1995 \| 1995 \| \| 28669 \| 28669 \| \| 2000 \| 2000 \| \| 29610 \| 29610 \| \| 2005 \| 2005 \| \| 30655 \| 30655 \| \| 2010 \| 2010 \| \| 32419 \| 32419 \| \| 2015 \| 2015 \| \| 34102 \| 34102 \| \| Sursa: SCB - Statistika Centralbyrån, Folkmängd efter region, civilstånd, ålder och kön. År 1968–2016 \| \| \| \| \| |      |  |           |       |
| Evoluția demografică în comuna Strängnäs, 1970–2015 |      |  |           |       |
| An |      |  | Locuitori |       |
| 1970 | 1970 |  | 20579     | 20579 |
| 1975 | 1975 |  | 22245     | 22245 |
| 1980 | 1980 |  | 23705     | 23705 |
| 1985 | 1985 |  | 24905     | 24905 |
| 1990 | 1990 |  | 26835     | 26835 |
| 1995 | 1995 |  | 28669     | 28669 |
| 2000 | 2000 |  | 29610     | 29610 |
| 2005 | 2005 |  | 30655     | 30655 |
| 2010 | 2010 |  | 32419     | 32419 |
| 2015 | 2015 |  | 34102     | 34102 |
| Sursa: SCB - Statistika Centralbyrån, Folkmängd efter region, civilstånd, ålder och kön. År 1968–2016 |      |  |           |       |